# Vașcău
Vașcău je rumunské město v župě Bihor, asi 80 km jihovýchodně od města Oradea. Žije zde přibližně 2 000 obyvatel. Administrativní součástí města je i pět okolních vesnic.

## Části
- Vașcău – 1 329 obyvatel
- Câmp – 187 obyvatel
- Câmp-Moți – 53 obyvatel
- Colești – 140 obyvatel
- Vărzarii de Jos – 173 obyvatel
- Vărzarii de Sus – 143 obyvatel